# Gaywood (Norfolk)

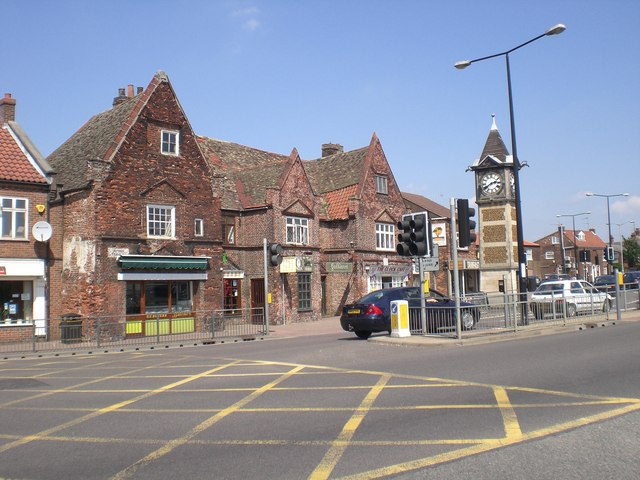
Bishop's Terrace, Gaywood (2007)

Gaywood ist ein Stadtteil von King’s Lynn in Norfolk und ein Civil parish.
Ursprünglich war er dem Freebridge Lynn Rural District zugeordnet, bevor er 1935 dem Borough of King’s Lynn zugerechnet wurde. Seit 1974 ist er, wie die gesamte Stadt King’s Lynn, Teil des Verwaltungsbezirks King’s Lynn and West Norfolk.
John de Gray, Bischof von Norwich, errichtete auf dem heutigen Stadtgebiet einen mittelalterlichen Palast, an dessen Stelle die Familie Bagge im späten 19. Jahrhundert mit Gaywood Hall ihren Stammsitz baute. Das Herrenhaus beherbergte später das King's Lynn Technical College. Die von Anglikanern und Methodisten gemeinsam genutzte St Faith Church wurde in den 1920er-Jahren von Walter Caroe erbaut. Die Infrastruktur des Stadtteils ist mit verschiedenen Schulen, Supermärkten und kleineren Läden gut ausgebaut.